# Whiting (Wisconsin)
Whiting és una població dels Estats Units a l'estat de Wisconsin. Segons el cens del 2000 tenia 1.760 habitants.

## Demografia
Segons el cens del 2000, Whiting tenia 1.760 habitants, 690 habitatges, i 445 famílies. La densitat de població era de 365,3 habitants per km².
Dels 690 habitatges en un 24,6% hi vivien nens de menys de 18 anys, en un 56,2% hi vivien parelles casades, en un 5,9% dones solteres, i en un 35,5% no eren unitats familiars. En el 30,1% dels habitatges hi vivien persones soles el 18,6% de les quals corresponia a persones de 65 anys o més que vivien soles. El nombre mitjà de persones vivint en cada habitatge era de 2,31 i el nombre mitjà de persones que vivien en cada família era de 2,91.
Per edats la població es repartia de la següent manera: un 19,9% tenia menys de 18 anys, un 6,4% entre 18 i 24, un 22,4% entre 25 i 44, un 24,6% de 45 a 60 i un 26,7% 65 anys o més.
L'edat mediana era de 46 anys. Per cada 100 dones de 18 o més anys hi havia 78,3 homes.
La renda mediana per habitatge era de 42.381 $ i la renda mediana per família de 56.667 $. Els homes tenien una renda mediana de 35.163 $ mentre que les dones 24.286 $. La renda per capita de la població era de 19.492 $. Aproximadament el 0,7% de les famílies i el 5,7% de la població estaven per davall del llindar de pobresa.

## Poblacions més properes
El següent diagrama mostra les poblacions més properes.